# Tatort: Paradies
Paradies ist ein Fernsehfilm aus der Krimireihe Tatort, der am 31. August 2014 seine Erstausstrahlung hatte. Es ist die 914. Folge der Reihe, der 33. Fall des österreichischen Ermittlers Moritz Eisner und der neunte Fall des Ermittlerteams Eisner/Fellner.

## Handlung
Moritz Eisner und Bibi Fellner stehen am Flughafen und freuen sich auf jeweils zwei Wochen wohlverdienten Urlaub. Doch dann erhält Fellner einen Anruf, ihr Vater, mit dem sie keinen Kontakt hat und der in einem Altersheim lebt, liegt im Sterben. Sie ist als Kind nach dem frühen Tod ihrer Mutter bei ihrer Tante aufgewachsen. Daher hat sie kein wirkliches Verhältnis zu ihrem Vater. Eisner fährt sie zum Altersheim, in dem der alte Herr die letzten Jahre gelebt hat. Sie kommt noch rechtzeitig, um bei ihm zu sein, als er friedlich einschläft. Obwohl sie keinen engen Kontakt zum Vater hatte, nimmt Bibi Fellner der Todesfall emotional mit. Eine Heimbewohnerin, Helene Haider, übergibt ihr heimlich einen Umschlag mit dem Hinweis, ihr verstorbener Mitbewohner hätte ihr aufgetragen, den Brief an sie zu übergeben. Bibi Fellner öffnet den Brief im Beisein von Eisner; darin befinden sich ein kurzes Schreiben, in dem der alte Fellner seine Tochter um Verzeihung bittet, und ein Schlüssel zu einem Bankschließfach. Im Schließfach befinden sich neben Erinnerungsstücken auch mehr als 30.000 Euro in bar. Fellner und Eisner staunen, da der Verstorbene eigentlich pleite war und von Sozialhilfe lebte. Im Fach befindet sich auch eine zweite Tasche von einem gewissen Erwin Schliesser, die ebenfalls hohe Geldbeträge enthält. Helene Haider, die Bibi den Umschlag übergeben hat, redet mit zwei anderen Heimbewohnern; sie will „bei der Sache“ nicht mehr mitmachen. Paul Ransmayr droht ihr, dass das Konsequenzen haben könnte. Sie verspricht, mit niemandem über die Angelegenheit zu reden und wirft Ransmayr vor, dieser würde über Leichen gehen, um aus dem Heim rauszukommen. Er will weitermachen.
Ransmayr fährt mit anderen Heimbewohnern am nächsten Tag nach Ungarn, da dort alles billiger sei. Sie machen schon länger einmal pro Woche diese Einkaufstour. Helene Haider fährt allerdings nicht mit. Bibi Fellner fragt Helene Haider nach Erwin. Er war der Zimmergenosse des toten Fellner und starb vor zwei Wochen auf der Rückfahrt aus Ungarn an einem Herzinfarkt im Bus. Bibi möchte die Tasche der Heimleitung übergeben, doch Helene Haider möchte das auf gar keinen Fall. Die Beamten ermitteln, dass die Rentner jeden Mittwoch nach Ungarn fahren und jeden Donnerstag höhere Geldbeträge unbekannter Herkunft auf die Bank bringen. Moritz Eisner beschließt, einen pensionierten Kollegen, Reinhard Sommer, undercover in das Heim einzuschmuggeln. Schnell findet Sommer heraus, dass Ransmayr unbedingt aus dem Heim herauswill, mit 80 Euro im Monat sei das aber nicht zu bewerkstelligen. Vor einigen Jahren überschrieb er sein Vermögen und seine Firma auf seine Tochter, die ihn anschließend in das Heim „abschob“. Sommer schafft es, mit in Ransmayrs Team zu kommen. Ransmayr und seine Leute schmuggeln für 200 Euro pro Woche Medikamente aus Ungarn nach Österreich. Einigen in der Gruppe bleibt nicht verborgen, dass Sommer sich mit Eisner und Fellner unterhält, doch fährt er tatsächlich auf die Tour nach Ungarn mit. Eisner und Fellner folgen dem Bus nach Budapest. Fellner hält den Aufwand für lächerlich, da es doch offensichtlich sei, dass hier nur ein paar Rentner billiger einkaufen. Ransmayr schickt Sommer in eine Apotheke. Er solle mit einem Rezept dort etwas abholen. Der ebenfalls involvierte Busfahrer bemerkt, dass Fellner und Eisner der Gruppe nach Ungarn gefolgt sind. Zu einem Komplizen sagt Ransmayr, dass sie bezüglich Sommer „handeln“ müssten.
Eisner hält sein Unternehmen für einen Flop. Kurz darauf haben er und Fellner vor der Rückfahrt einen Platten, Bibi vermutet Sabotage. Auf der Rückfahrt wird Sommer auf einem Rastplatz von dem Busfahrer, Günther auf der Toilette fast totgeschlagen. Vermutlich hat er einen Schädelbruch erlitten. Ransmayrs Enkel Daniel, welcher der Drahtzieher des ganzen Schmuggels ist, will sich andere Vertriebswege über Tschechien suchen, da nunmehr schon zweimal in Folge Teile der Lieferung fehlten. Ransmayr bittet seinen Enkel, ihn nicht fallenzulassen. Er bräuchte nur noch ein Jahr weitermachen, dann könne er sich einen Lebensabend in Spanien leisten. Da sein Enkel hart bleibt, nimmt Ransmayr eine Büste und erschlägt Daniel von hinten. Anschließend versteckt er mit einem Pfleger aus dem Heim die Leiche seines Enkels im Keller. Die Gerichtsmedizin findet mittlerweile heraus, dass Erwin Schliesser mit einer Überdosis der Droge Crystal Meth vergiftet wurde. Die Polizei macht eine Razzia im Altersheim, zeitgleich mit den Kollegen in Ungarn. Zwei Heimbewohner sagen aus, dass Ransmayr sie angeworben habe und sie zu Beginn nicht gewusst hätten, dass es sich um Drogenschmuggel handele. Sowohl in Österreich als auch in Ungarn werden weite Teile des Drogenrings festgenommen und die Drahtzieher verhaftet. Im Keller des Altenheims finden die Beamten schließlich die Leiche von Daniel Ransmayr; sein Großvater ist spurlos verschwunden. Anhand von Blutspuren kann festgestellt werden, dass Daniel im Zimmer seines Großvaters getötet wurde.
Eisner und Fellner suchen die Tochter von Ransmayr auf, doch diese weiß nicht, wo ihr Vater ist. Eisner und Fellner fahren zum Flughafen, denn Bibi vermutet, dass Ransmayr in den Süden will, da er doch vom „Paradies“ träume. Tatsächlich ist Ransmayr am Flughafen, doch aufgrund des großen Polizeiaufgebots verlässt er diesen wieder. Er fährt zu seiner alten Firma zurück und springt dort vom Dach ins „Paradies“, in den Tod.

## Rezeption

### Einschaltquoten
Die Erstausstrahlung von Paradies am 31. August 2014 wurde in Deutschland von 8,96 Millionen Zuschauern gesehen und erreichte einen Marktanteil von 27,0 % für Das Erste.

### Kritiken
„'Breaking Bad' in der Steiermark? Nicht wirklich. Während in der Serie der abgewirtschaftete US-Mittelstand schlüssig mit der Elendsdroge in Verbindung gesetzt wird, bleibt im 'Tatort' die bizarre geschäftliche Kooperation von den abgewirtschafteten Alten und Crystal-Meth-Dealern Behauptung. […] Die österreichische Butterfahrt ins Drogenmilieu lässt den Zuschauer indes eher unberauscht zurück.“

„Auf den Zuschauer wartet unter dem Titel «Paradies» ein Film, der die morbide Botschaft der alleingelassenen Alten mit dem Klischee der zurückgebliebenen Provinz untermalt und dafür kräftig in der Volksseele herumstochert […] wobei steirisches Altersheim und Wirtshaus immer aussehen, als wäre hier erst vor kurzem der Krieg vorbeigegangen, während die Heiminsassen so rüstig und saturiert erscheinen, als hätte man sie in einer noblen Wiener Wohngegend rekrutiert.“

„'Paradies' von Uli Brée und Harald Sicheritz entwickelt nicht den Sog der vergangenen ORF-Tatorte, und verglichen mit dem Münchner Polizeiruf neulich wirkt die Angelegenheit bisweilen ziemlich schwergängig. Die Geschichte aus Österreich zieht sich; dass man ihr trotzdem folgt, liegt an den Österreichern. Der grandiose Burgtheatermann Branko Samarovski spielt einen warmherzigen, verschlagenen Schnüffler, und das Ermittlerpaar Krassnitzer/Neuhauser als Eisner und Fellner ist im Moment sowieso größer als jeder Fall. Ihre Dialoge sind so hörenswert wie ihre Selbstgespräche.“

„Der „Tatort – Paradies“ zeigt Altersarmut einmal anders: mit Pensionären, die sich ein Zubrot zur schmalen Rente hinzu verdienen, auf einem gefährlichen Markt – und so sind am Ende mehrere Tote zu verzeichnen. Außerdem bekommt es das momentan beste deutschsprachige Ermittlerduo mit zwei Höllen auf Erden zu tun: einem Altenheim und der Familie. Und wo Tragik waltet, ist bei den Ösis Komik nicht fern. Skurrile Sprüche, boshafte Poesie, ätzende Ironie – dieser Film berührt mit einem Schmunzeln. […].“

## Hintergrund
Der Film wurde an 21 Drehtagen vom 10. März 2014 bis zum 5. April 2014 in der Steiermark, u. a. in Graz, Mautern und Bad Waltersdorf, im ungarischen Szombathely sowie in Wien gedreht. Die Uraufführung fand am 21. August im Schubertkino in Graz statt.